# Léraba (tỉnh)
Léraba là một trong 45 tỉnh của Burkina Faso, tọa lạc ở vùng Cascades.
Tỉnh này có diện tích 3129 km2, dân số năm 1996 là 92.927 người.
Tỉnh lị là Sindou.
Leraba được chia thành 8 tổng:
- Dakoro
- Douna
- Kankalaba
- Loumana
- Niankorodougou
- Oueleni
- Sindou
- Wolonkoto